# 劇場版 おっさんずラブ 〜LOVE or DEAD〜
『劇場版 おっさんずラブ 〜LOVE or DEAD〜』（げきじょうばん おっさんずラブ ラブオアデッド）は、2019年8月23日より全国東宝系で公開された日本映画。
2018年4月21日から6月2日まで、テレビ朝日系「土曜ナイトドラマ」枠（毎週土曜日23時15分- 翌0時5分）で連続ドラマとして放送された『おっさんずラブ』の劇場版。監督はドラマ版で演出を手掛けた瑠東東一郎、脚本は徳尾浩司が務める。
連続ドラマ版が2018年度4月期ドラマにおいて好評を博し、放送終了後もその反響は大きく（「おっさんずラブ#反響」項参照）続編を望む声が多く寄せられていた。2018年12月7日、劇場版として制作されることが明らかにされた。
ドラマ版のその後を描いた完結編となり、キャストはドラマ版から続投する。2019年4月22日、仮タイトル『劇場版 おっさんずラブ (仮)』から、『劇場版 おっさんずラブ 〜LOVE or DEAD〜』に正式決定。また新キャストが加わることも併せて発表された。同年5月27日、劇場版公式サイトおよびティザービジュアル解禁。テレビ朝日開局60周年記念作品。

## 登場人物
春田創一（はるた そういち）
演 - 田中圭
主人公。天空不動産に勤務するサラリーマン。ドラマ版最終回で牧凌太と結婚を決意し、結ばれた。上海・香港出向を経て帰国、東京第二営業所に戻ってきた。
牧凌太（まき りょうた）
演 - 林遣都
春田創一の最愛のパートナー。ドラマ版では天空不動産本社開発事業部から東京第二営業所に異動、営業部員として勤務していたが、本作品では再び本社勤務となっている。リーダーの狸穴迅が率いるプロジェクトチーム「Genius7」の精鋭メンバーに名を連ねている。
荒井ちず（あらい ちず）
演 - 内田理央
春田創一の幼馴染。
栗林歌麻呂（くりばやし うたまろ）
演 - 金子大地
瀬川舞香（せがわ まいか）
演 - 伊藤修子
荒井鉄平（あらい てっぺい）
演 - 児嶋一哉
荒井ちずの兄。
狸穴迅（まみあな じん）
演 - 沢村一樹（幼少期：草野崇徳）
天空不動産本社勤務。新プロジェクトチーム「Genius7」のリーダー。東京第二営業所を訪れ、営業所を明け渡すよう詰め寄る。
山田正義（やまだ ジャスティス）
演 - 志尊淳
天空不動産第二営業所に配属された新入社員。いわゆるキラキラネームであるが、本人は全く意に介することなく陽気に振る舞っている。天真爛漫な弟キャラで春田創一を翻弄する。
武川政宗（たけかわ まさむね）
演 - 眞島秀和
速水禮次郎（はやみ れいじろう）
演 - 桜木健一
天空不動産取締役会長。速水薫子の父。
速水薫子（はやみ かおるこ）
演 - ゆいP（おかずクラブ）
速水禮次郎の娘。
牧芳郎（まき よしろう）
演 - 春海四方
牧凌太の父。
牧志乃（まき しの）
演 - 生田智子
牧凌太の母。
春田幸枝（はるた ゆきえ）
演 - 栗田よう子
春田創一の母。
朱宇航
演 - 水橋研二
周天凱
演 - 藏内秀樹
狸穴五郎（まみあな ごろう）
演 - 木場勝己
うどん屋「ゆで五郎」の店主。狸穴迅の実父。
西園寺蝶子（さいおんじ ちょうこ）
演 - 大塚寧々
黒澤武蔵の元妻。
黒澤武蔵（くろさわ むさし）
演 - 吉田鋼太郎
天空不動産東京第二営業所 営業部 部長。永らく春田創一に想いを寄せており一時は同居して婚約もしていたが、春田創一の幸せを願い身を引いた。しかし、三度（みたび）恋心が再燃する。

## スタッフ
- 監督：瑠東東一郎
- 脚本：徳尾浩司
- 音楽：河野伸
- 主題歌：スキマスイッチ「Revival」（AUGUSTA RECORDS / UNIVERSAL MUSIC LLC）[13]
- 製作総指揮：早河洋
- 製作統括：亀山慶二
- 製作：西新、市川南、佐藤政治、堀義貴、細野義朗、清水厚志
- エグゼクティブプロデューサー：佐々木基
- Co.エグゼクティブプロデューサー：赤津一彦
- チーフプロデューサー：桑田潔
- ゼネラルプロデューサー：三輪祐見子
- プロデューサー：貴島彩理、村上弓、神馬由季、松野千鶴子
- 撮影：高野学
- 映像：高梨剣
- 照明：坂本心
- 録音：池谷鉄兵
- 音響効果：北田雅也
- 選曲：岩下康洋
- 編集：神崎亜耶
- スクリプター：松田理紗子
- VFXスーパーバイザー：鎌田康介
- 美術：丸山信太郎
- セットデザイン：加藤周一、飛田幸
- 装飾：安部俊彦
- 衣装：佐久間美緒
- ヘアメイク：花村枝美
- 宣伝プロデューサー：稲垣優
- 音楽プロデューサー：野口智
- 監督補：三木茂
- 助監督：松下敏也
- 制作担当：中村哲
- ラインプロデューサー：鈴木嘉弘
- 配給：東宝
- 配給協力：アスミック・エース
- 制作プロダクション：アズバーズ
- 製作幹事：テレビ朝日
- 製作：「劇場版おっさんずラブ」製作委員会（テレビ朝日、東宝、トライストーン・エンタテイメント、ホリプロ、S・D・P、朝日放送テレビ）

## 封切り
2019年8月23日に公開され、全国325スクリーンで上映された。興行通信社の映画動員ランキングでは初登場3位で、土日2日間での動員は23万9000人、興収は3億4300万円を記録し、ぴあ映画初日満足度ランキングでは第1位となった。
2019年度の日本国内での興行収入は26.5億円で、邦画部門の興行収入ランキングでは第12位となった。

### プロモーション
『劇場版おっさんずラブ 〜LOVE or DEAD〜』公開記念!連続ドラマイッキ見上映会
2019年7月9日にTOHOシネマズ 六本木ヒルズで開かれ、劇場版公開前のおさらいとしてドラマ版全7話が上映された。上映の合間には田中圭と監督の瑠東東一郎が登壇し、トークを行うとともに劇場版の新情報が解禁された。この模様は全国10会場に中継された。
プレミアムトークイベント
2019年8月13日に六本木ヒルズアリーナで開かれた。ドラマの名場面集が上映された後、主要キャストと監督の瑠東東一郎が浴衣姿で登壇し、撮影現場での様子などのトークを行った。なお、この模様はAbemaTVで生中継され、おかずクラブのオカリナが特別解説者として招かれた。
おっさんずラブ外伝
2019年8月19日から8月22日まで、テレビ朝日系列の情報番組「グッド!モーニング」内で、5分程度の特別スピンオフドラマとして放送された。全4話。時系列としては、ドラマ後の春田が上海に旅立つ前の設定で、営業所のプロモーションを制作することとなった春田が、瀬川の撮影するビデオカメラに向け黒澤・栗林・武川・牧を順に紹介していくという体裁がとられた。
劇場版おっさんずラブ 〜LOVE or DEAD〜 大ヒット御礼SP
2019年8月25日、10:00 - 10:30にテレビ朝日系列で放送された。"リアルおっさん"として普段ドラマに興味を持たない一般の中年男性を集めドラマ版と映画版の試写会を行い、その後の座談会で感想を聞くという形式でおっさんずラブの魅力や見所が語られた。
応援上映
「サタデーナイト『劇場版おっさんずラブ』応援（フィーバー）上映だお」と題し、全国の劇場で応援上映が開催された。
| 回数  | 開催日   | 開催劇場数 |
| ----- | -------- | ---------- |
| 第1回 | 09月07日 | 50[21]     |
| 第2回 | 09月21日 | 233[23]    |
| 第3回 | 09月28日 | 166[24]    |
| 第4回 | 10月12日 | 107[25]    |
| 第5回 | 10月26日 | 185[26]    |
※第4回上映は令和元年東日本台風（台風19号）の影響により開催を中止した劇場もある。

### イベント
劇場版おっさんずラブ展〜君を好きになってよかった。〜
実際に使用された衣装や小道具・大道具などの展示や、劇中でカギを握るシーンの再現、オリジナルグッズの販売などが行われた。
| 開催期間          | 会場     | 開催場所                        |
| ----------------- | -------- | ------------------------------- |
| 7月13日 - 9月01日 | 東京会場 | テレビ朝日EXシアター17F特設会場 |
| 9月05日 - 9月30日 | 大阪会場 | hmv museum 心斎橋               |
おっさんずラブコンサート
2020年1月22日・1月23日に東京国際フォーラム ホールAで開催された。
音楽監督を務めた河野伸とオリジナルのオーケストラによる生演奏と共に、作品の名場面が上映された。また、指定席のチケットにはオリジナルリコーダーが付けられ、そのリコーダーでオーケストラと共演する来場者参加企画も実施された。
『劇場版おっさんずラブ』日本縦断 スーツの旅
Blu-ray・DVDの発売に合わせ、2020年1月13日から2月27日まで春田・牧・ジャスティス・狸穴・黒澤のスーツが全国5ヶ所のアニメイトを巡回、展示される予定。また、同時に衣装・小道具・制作資料の展示も全国17ヶ所のアニメイトで行われる。2020年3月10日から3月16日は、SHIBUYA TSUTAYAにてスーツおよび衣装・小道具・制作資料の展示が行われる。

## 関連商品

### 書籍
- 劇場版おっさんずラブ 〜LOVE or DEAD〜 オフィシャルBOOK（2019年8月23日発売、マガジンハウス、ISBN 978-4-83-873065-0）[31]
- 劇場版おっさんずラブ 〜LOVE or DEAD〜 シナリオブック（2019年8月27日発売、一迅社、著：徳尾浩司、ISBN 978-4-75-801659-9）[32]

### CD
- 劇場版おっさんずラブ 〜LOVE or DEAD〜 オリジナル・サウンドトラック（2019年9月25日発売、バップ、作曲：河野 伸）

### Blu-ray・DVD
- 劇場版おっさんずラブ 〜LOVE or DEAD〜 Blu-ray 豪華版（2020年3月12日発売、東宝、品番：TBR29390D）[33]
- 劇場版おっさんずラブ 〜LOVE or DEAD〜 DVD 豪華版（2020年3月12日発売、東宝、品番：TDV29391D）[33]
- 劇場版おっさんずラブ 〜LOVE or DEAD〜 DVD 通常版（2020年3月12日発売、東宝、品番：TDV29392D）[33]